# Henning Rübsam
Henning Rübsam (nacido en Marburgo, Alemania) es un coreógrafo y bailarín con sede en Nueva York. Rübsam es el director artístico de SENSEDANCE; coreógrafo residente del Hartford City Ballet: miembro del cuerpo de profesores de la Juilliard School de Nueva York; y profesor invitado en la Texas Academy of Ballet (Directora: Carolyn Bognar).

## Comienzos
Rübsam nació en Marburgo, donde tomó sus primeras clases de ballet a la edad de cinco años. Estudió con André Doutreval en Kassel, en la Escuela de Ballet de la Ópera de Hamburgo, y recibió un BFA en la especialidad de danza en la Juilliard School de Nueva York. Pasó varios veranos estudiando en la Internationale des Sommerakademie Tanzes en Colonia. Después de mudarse a Nueva York cuando era adolescente, sus primeros mentores fueron Martha Hill y Elizabeth Keen. Mientras estudiaba en la Juilliard School tomó clases de danza clásica española; estudió danza india con Indrani Rahman; pasó un verano en la School of American Ballet, haciendo el papel del fauno de Nijinsky en el ballet de Debussy; también protagonizó una película de danza en el Instituto Sundance, en donde trabajó con Diane Coburn-Bruning, Michael Kidd y Stanley Donen; y participó en varias giras internacionales con la Compañía de Danza Limón. Después de su graduación, fundó su propio conjunto SENSEDANCE y siguiobailando con otros coreógrafos, tales como Duncan Macfarland, Murray Louis y, sobre todo, con Alwin Nikolais. Rübsam encontró a su mentor en Beverly Schmidt Blossom, quien trabajó para la compañía después de fallecer Nikolais. Su interés en la danza moderna le llevó a apariciones con compañías de repertorio en las obras de Isadora Duncan, Doris Humphrey y Anna Sokolow. Sus primeros trabajos de Schubert Lieder (1991) y su solo en Sand de Chopin (1993) podría deberle influencias a José Limón, pero una inspiración independiente ya era visible desde el principio, ya que Rubsam fue capaz de crear líneas melódicas en movimiento que conversaban con la música en lugar de imitarla. Rübsam apareció como bailarín invitado con un gran número de coreógrafos contemporáneos y ha creado su propia empresa en un laboratorio de ideas que van desde la configuración de las historias bíblicas con acompañamiento de un coro de 27 miembros en la iglesia de St. Mark’s Church en el "Jefté" de Carissimi (con un récord de asistencia en el lugar), a la experimentación sobre el movimiento en un safari evolutivo llamado "Los delfines y los antílopes" (1996). Para estos últimos, así como trabajos futuros "Moonpaths" (1998), "Dinner is West" (2005) y "Tenancy" (2011) encargó partituras a su compañera de Juilliard Beata Moon. Además de Beata Moon, Rübsam ha colaborado con numerosos compositores y músicos, entre ellos Ricardo Llorca y Leslie Wildman, así como diseñadores de diferentes como, por ejemplo, Fabio Toblini.

## Premios
Entre los numerosos premios recibidos por Rübsam, hay una beca Jerome L. Greene; una beca del Lincoln Center; un Manhattan Spirit Award como "el mejor bailarín" en 1997; un premio de coreografía de Stephens College en 2000; un premio por su defensa de “Bailarines en respuesta al SIDA” (“Dancers Responding to AIDS”) en el año 2004; y el Premio de Artista Distinguido de la Universidad de Bergen en 2009, la primera vez que este premio fue otorgado a un artista de la danza.

## Teatro, Cine, Promoción y Periodismo
Rübsam también ha trabajado para el teatro y la ópera como coreógrafo y director. Ha sido coreógrafo invitado y maestro de ballet en compañías de danza contemporánea y universidades de todo el continente americano, así como en Australasia y Europa. Rübsam fue el primer conferenciante de danza en la conferencia Gel en 2007, y dirigirá un taller en Gel en el año 2011. Es un defensor conocido por su concepto artístico y ha presentado conferencias para el Lincoln Center Young Patrons Program. En diciembre de 2010 fue anfitrión de coreógrafos como Robert Garland, Matthew Neenan y Luca Veggetti durante el curso de un panel especial en Juilliard. Sus escritos sobre danza han aparecido en la revista Dance Magazine y en el directorio anual de Stern's Performing Arts Directory, Pointe Magazine, Ballet Review, y The Juilliard Journal. Ha sido el corresponsal norteamericano para la publicación europea de Dance-for-You. Rübsam aparece en el documental “Behind the Curtain” y es un miembro antiguo de la junta directiva del Martha Hill Dance Fund.

## Desarrollo coreográfico y carrera docente
Desde que Rübsam trabajó en estrecha colaboración con la fallecida “Prima Ballerina Assoluta” Eva Evdokimova a partir de 2000, su trabajo coreográfico también ha incorporado el vocabulario del ballet clásico. En 2002 creó una aclamada obra en solitario para Evdokimova; y en 2004 empezó a introducir el trabajo de puntas en su ecléctico repertorio, atrayendo así a los bailarines del American Ballet Theatre, Dance Theatre of Harlem y New York City Ballet. Su compañía SENSEDANCE estrenó la obra “Impending Visit” con música de Rafael Aponte Ledée, en 2009 durante la Fiesta Iberoamericana de las Artes en San Juan, Puerto Rico. También representó a los Estados Unidos como embajador cultural en el Festival de Danza Nueva en Lima y en una posterior gira con su compañía a través de Perú en 2010. En el otoño de 2006, se unió al cuerpo de profesores de la Juilliard School de Nueva York, donde se implementó un programa de reconocimiento de la danza para el público en general. A principios de ese año fue nombrado coreógrafo residente del Hartford City Ballet.

## Bailarines y Estudiantes
Entre sus discípulos conocidos y bailarines invitados se encuentran Violetta Klimczewska, Ramón Thielen, Andrea Long, Carlos Molina, Dartanion Reed, Christine Reisner, así como Samuel Lee Roberts y Akua Noni Parker, ambos con Alvin Ailey American Dance Theater.

## Citas
"El señor Rübsam no ha dejado de seguir su propio ritmo de tambor, aunque en el caso de su coreografía alegre y humanista, el sonido de una flauta sería más apropiado." (Jennifer Dunning, New York Times, 3 de octubre de 2003)
"Mr. Rübsam has steadily followed his own drumbeat, though in the case of his cheerfully humanist choreography the sound might more appropriately be that of a flute." (Jennifer Dunning, NYTimes, 3 de octubre de 2003)
"HALF-LIFE and Göttingen poignantly tackle the big questions and put Rübsam forth as the Anselm Kiefer of dance." (Lori Ortiz, readingdance.com, 26 de junio de 2011)

## Obras
- Schubert: Lieder (1991)
- After Yet Another Fall (1992) – música: Beata Moon
- Folk Tales (1992)
- Erect Secrets (1993) – música: Christopher Buchenholz
- Sand (1993)
- Kingdom (1993)
- Lie (1994)
- Sunshine (1994)
- Jephte (1995)
- Ginger: My Story (1995)
- Dolphins and Antelopes (1996) – música: Beata Moon
- Ode (1996)
- Brass Blues (1997)
- Art of Love (1997) – el homenaje a Laura Nyro
- Moonpaths (1998) – música: Beata Moon
- Carousel (1999)
- Rhapsody (1999)
- Be Good (2000)
- Voices of Spring (2000)
- Addicted (2001)
- Brahms: Double Concerto" (2001)
- Listeners borne as bone (2002) – música: Kevin James
- The End of Innocence (2002) – música: Ricardo Llorca
- Litanei & Frühlingsglaube (2002) – por Prima Ballerina Eva Evdokimova
- On The Fritz (2002)
- Safari (2002) – música: Beata Moon
- Garden (2003)
- Petit Pas (2003)
- Chorale (2004) música: Ricardo Llorca
- Django (2004)
- Quartet (2004) – música: Ricardo Llorca
- Herman Sherman' (2004)
- Dinner is West (2005) – música: Beata Moon
- The Dance Bag (2005)
- Burque Bosque (2006) música: Beata Moon
- Basie's Basement (2006)
- Merciless Beauty (2006) – música: Leslie Wildman
- Caves (2006) – música: Ricardo Llorca
- Göttingen (2006)
- Amaranthine Road (2007) – música: Beata Moon
- Innocence (2007) – música: Ron Mazurek
- The Secret (2007) – música: Beata Moon
- Inter-Mez-Zo (2008) – música: Beata Moon
- Guernica (2008) – música: Beata Moon
- Final Bell (2008) – música: Ron Mazurek
- Scherzo (2008) – Hartford City Ballet
- Cloudforest (2008) – SENSEDANCE - Alvin Ailey Citigroup Teatro – NY, NY
- Impending Visit (2009) – Fiesta Iberoamericana de las Artes – San Juan, Puerto Rico
- José Antonio (2010) – Danza Nueva – Lima, Perú
- Dvorák 8/3 (2010) – Texas Academy of Ballet
- HALF-LIFE (2011)
- Nonet (2011) - música: Ricardo Llorca
- Tenancy (2011) - música: Beata Moon
- Brahms Dances (2012)
- Borders (2013)
- Sarao (2013) - música: Ricardo Llorca
- An einsamer Quelle (2013)
- Russian Lesson (2013)
- And There was Morning (2015) - música: Beata Moon
- Grand Canyon (2015) - música: Matt Siffert
- Combat del Somni (2015) - música: Ricardo Llorca
- Papa's Porter (2015) - música: Cole Porter, Hildegard Knef
- Blackpatch (2016) - música: Laura Nyro
- Hungarian Dances (2016) - música: Bartok